# Heritage Pointe
Heritage Pointe est un hameau (hamlet) de comté de Foothills, situé dans la province canadienne d'Alberta.